# PDLIM2
PDLIM2 (англ. PDZ and LIM domain 2) – білок, який кодується однойменним геном, розташованим у людей на короткому плечі 8-ї хромосоми. Довжина поліпептидного ланцюга білка становить 352 амінокислот, а молекулярна маса — 37 459.
| 10         |  | 20         |  | 30         |  | 40         |  | 50         |
| ---------- |  | ---------- |  | ---------- |  | ---------- |  | ---------- |
| MALTVDVAGP |  | APWGFRITGG |  | RDFHTPIMVT |  | KVAERGKAKD |  | ADLRPGDIIV |
| AINGESAEGM |  | LHAEAQSKIR |  | QSPSPLRLQL |  | DRSQATSPGQ |  | TNGDSSLEVL |
| ATRFQGSVRT |  | YTESQSSLRS |  | SYSSPTSLSP |  | RAGSPFSPPP |  | SSSSLTGEAA |
| ISRSFQSLAC |  | SPGLPAADRL |  | SYSGRPGSRQ |  | AGLGRAGDSA |  | VLVLPPSPGP |
| RSSRPSMDSE |  | GGSLLLDEDS |  | EVFKMLQENR |  | EGRAAPRQSS |  | SFRLLQEALE |
| AEERGGTPAF |  | LPSSLSPQSS |  | LPASRALATP |  | PKLHTCEKCS |  | TSIANQAVRI |
| QEGRYRHPGC |  | YTCADCGLNL |  | KMRGHFWVGD |  | ELYCEKHARQ |  | RYSAPATLSS |
| RA         |  |            |  |            |  |            |  |            |

A: Аланін

C: Цистеїн

D: Аспарагінова кислота

E: Глутамінова кислота

F: Фенілаланін

G: Гліцин

H: Гістидин

I: Ізолейцин

K: Лізин

L: Лейцин

M: Метіонін

N: Аспарагін

P: Пролін

Q: Глутамін

R: Аргінін

S: Серин

T: Треонін

V: Валін

W: Триптофан

Кодований геном білок за функцією належить до фосфопротеїнів. 
Задіяний у такому біологічному процесі, як альтернативний сплайсинг. 
Білок має сайт для зв'язування з іонами металів, іоном цинку. 
Локалізований у цитоплазмі, цитоскелеті, ядрі.